# The Saint in New York
Pour les articles homonymes, voir Le Saint.
Série
The Saint Strikes Back
(1939)
Pour plus de détails, voir Fiche technique et Distribution.
The Saint in New York est un film américain réalisé par Ben Holmes, sorti en 1938, d'après le roman éponyme (1935) de Leslie Charteris.

## Synopsis
Le lieutenant de police Martin, un officier menant la lutte contre les gangsters new-yorkais, est tué. Jake Irbell est arrêté et accusé de son meurtre, mais doit être libéré lorsque les témoins à charge sont contraints de modifier leur témoignage ou disparaissent tout simplement. Une commission criminelle civile exige une action du commissaire de police, mais il n'a pas d'idées nouvelles. William Valcross (Frederick Burton), un citoyen respecté et membre de la commission, suggère qu'ils recourent à des mesures drastiques et recrutent Simon Templar (Louis Hayward), le "Saint" , un détective amateur britannique réputé pour traiter avec des criminels hors la loi. Le commissaire accepte à contrecœur de laisser libre cours au Saint pour agir.

## Fiche technique
- Réalisation : Ben Holmes
- Scénario : Charles Kaufman et Mortimer Offner, d'après le roman éponyme de Leslie Charteris
- Images : Joseph H. August et Frank Redman
- Musique : Roy Webb
- Son : John E.Tribby
- Montage : Harry Marker
- Maquillage : Don L. Cash
- Production : RKO Radio Pictures
- Producteur : William Sistrom
- Distribution : RKO Radio Pictures
- Genre : film policier
- Pays de production :  États-Unis
- Année de tournage : 1938
- Durée : 71 minutes
- Format : 35 mm - noir et blanc
- Date de sortie :
  - USA : 3 juin 1938

## Distribution
- Louis Hayward : Simon Templar
- Kay Sutton : Fay Edwards
- Sig Ruman : Hutch Rellin
- Jonathan Hale : Inspecteur Henry Fernack
- Jack Carson : Red Jenks
- Paul Guilfoyle : Hymie Fanro
- Frederick Burton : William Valcross
- Ben Welden : Boots Papinoff
- Charles Halton : Vincent Nather
- Cliff Bragdon : Sebastian Lipke
- Frank M. Thomas : le procureur

## Commentaires
C'est Alfred Hitchcock qui devait à l'origine par la RKO en 1937 réaliser ce qui aurait été son premier film américain et est la première adaptation cinématographique du héros de Leslie Charteris.
Louis Hayward devient donc le premier comédien à incarner Simon Templar, ce qui laisse perplexe l'auteur Leslie Charteris, qui aurait souhaité Cary Grant dans le rôle, mais la star n'était pas envisageable par la production étant donné le cachet que Grant aurait demandé.
Ce film est une adaptation très fidèle du roman du même titre, lui aussi un des meilleurs de Charteris. Le film rapporta 195 000 dollars au box office, ce qui incita la RKO a poursuivre l'aventure. Toutefois, Louis Hayward, qui n'avait pas prévu ce succès et avait d'autres engagements et dès le film suivant fut remplacé par George Sanders, plus connu en France comme le cousin de Rebecca dans le film d'Hitchcock. Hayward reprendra le rôle une seule fois, en 1954, cette-fois dans une production britannique, The Saint's girl friday de  Seymour Friedman. Charteris n'a jamais apprécié l'interprétation de Louis Hayward, mais trouvait celle de Sanders encore pire. Au point de ne plus vouloir, pour cette raison et dans un premier temps, vendre les droits de ses romans en 1962 lors des négociations pour la série avec Roger Moore. L'interprétation du Saint par Louis Hayward a suscité des avis divergents : pour le critique Leonard Maltin, il a tout de suite pris ses marques. Dans le livre de Derek Adley et William Oliver Guillemont Lofts "The Saint and Leslie Charteris", les auteurs considèrent Louis Hayward comme une totale erreur de casting inacceptable.  Ils reprochent à l'acteur d'être sud-africain et non anglais, d'être trop petit, pas assez sombre mais plutôt transparent. Par contre, Leonard Maltin est beaucoup moins enthousiasmé par l'interprétation de Kay Sutton, seul élément féminin de la distribution, qu'il juge "faible".
Le personnage de l'inspecteur Fernack est présent dans les romans de Charteris qui se déroulent aux États-Unis, en particulier à New York. On le retrouve deux fois dans la première saison avec Roger Moore.
Dans le roman, Patricia Holm, la petite amie du Saint, intervient dans les dernières pages à son retour en Angleterre, alors qu'elle est absente dans le film.
Nous sommes loin ici du Simon Templar de Roger Moore, avec une approche plus fidèle au personnage des romans et une ambiance film noir plus sombre, qui a été dans les années 1990 recherchée par Simon Dutton puis Val Kilmer.
À noter qu'en 1987, Le Saint à New York fera l'objet d'une nouvelle adaptation à la télévision avec Andrew Clarke sous le titre The Saint in Manhattan, qui ne retiendra que quelques éléments du roman et le personnage de l'inspecteur Fernack.

## DVD
Le film a été édité en France par les éditions Montparnasse.